# Steinhude
Steinhude ist eine Ortschaft der Stadt Wunstorf in der niedersächsischen Region Hannover und ein staatlich anerkannter Erholungsort im Naturpark Steinhuder Meer. Einst ein kleines, beschauliches Fischerdorf, ist Steinhude heute ein Touristenort am Südufer des Steinhuder Meeres.

## Geografie

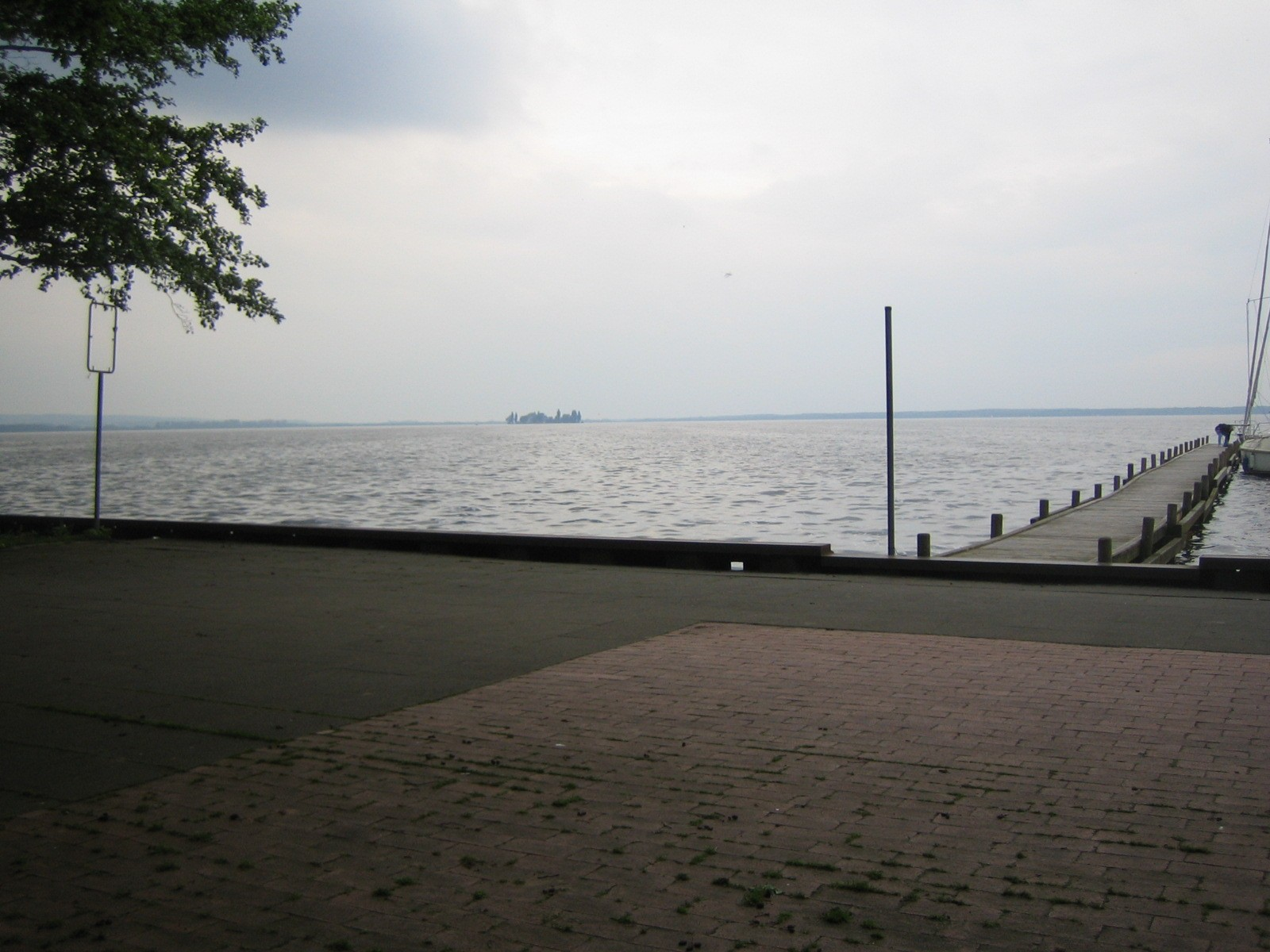
Insel Wilhelmstein, von Steinhude aus gesehen

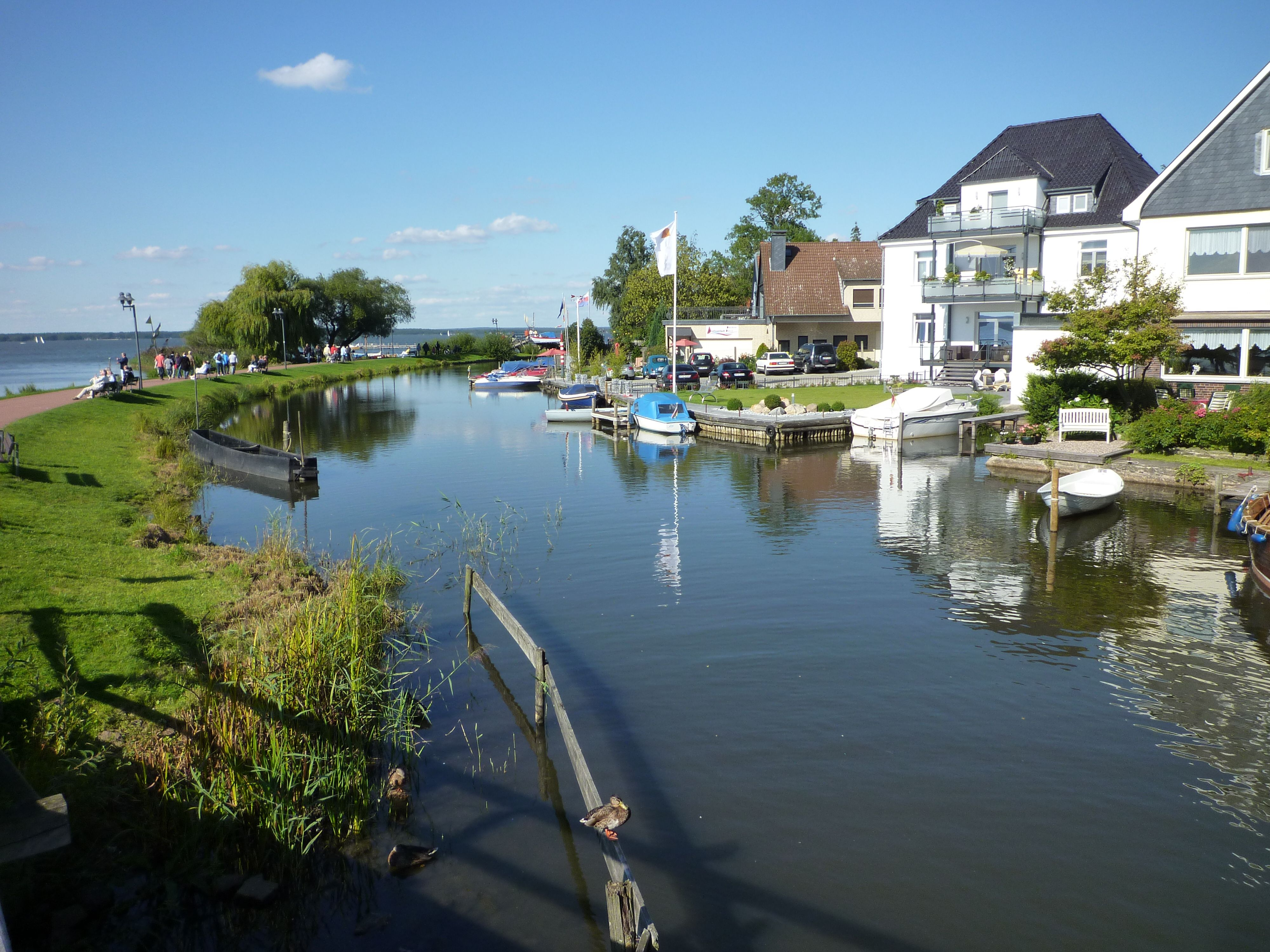
Promenade am Steinhuder Meer

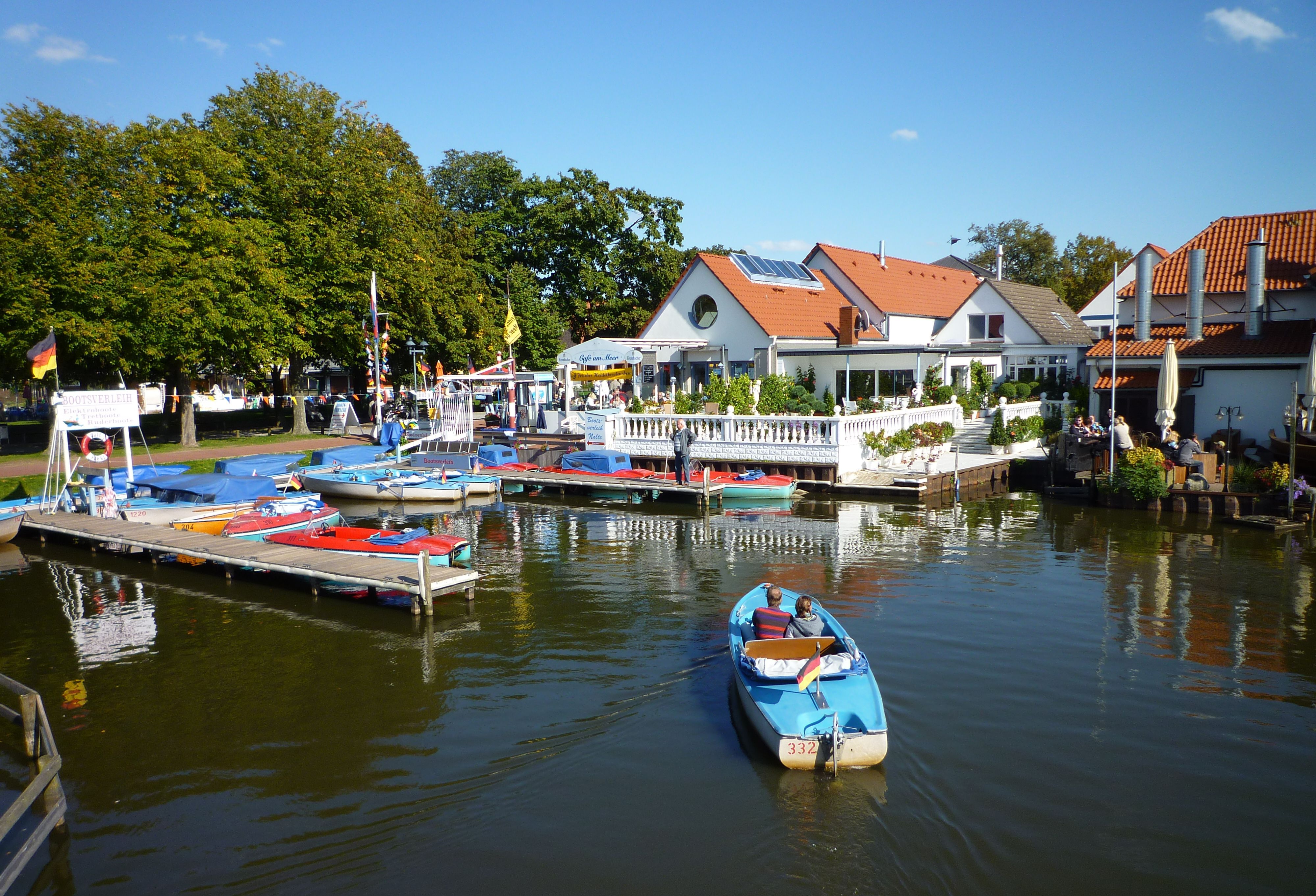
Bootsverleih Steinhude

Steinhude liegt am Südufer des Steinhuder Meeres. Im Osten ist das Fischerdorf mit seinem Nachbarort Großenheidorn zusammengewachsen. Im Süden liegen die Bundesstraße 441 und ein kleines Waldstück, das Hohenholz. Ein weiterer markanter Punkt im Süden ist die ca. 140 m hohe Kali-Halde bei Bokeloh. Durch die 1,5 km lange Uferpromenade ist Steinhude mit seinem westlichen Nachbarn Hagenburg verbunden.

## Geschichte
Der Uferbereich des Steinhuder Meeres ist seit frühgeschichtlicher Zeit besiedelt.
Am Ende des 13. Jahrhunderts wurde Steinhude erstmals als „Stenhuthe“ urkundlich erwähnt.
Nördlich von Steinhude entstand im frühen 14. Jahrhundert die Burg Kranenburg, die durch den angestiegenen Wasserspiegel seit 1602 im Steinhuder Meer versunken ist. Die baulichen Überreste liegen heute im See in einer Wassertiefe von 0,5 und 1,5 Meter unweit des Ortes.
Im Dreißigjährigen Krieg wurde das Fischerdorf 1641 fast vollständig zerstört. Die kleine Siedlung lebte von der Landwirtschaft und vom Fischfang und wurde im 17. Jahrhundert zu einer Fleckengemeinde. Im 18. Jahrhundert wurde die Leineweberei zum wichtigsten Wirtschaftszweig. Bereits vor Mitte des 18. Jahrhunderts gab es in Steinhude eine Schokoladenfabrikation, eine der ersten in Deutschland.
Zum Amt Hagenburg gehörig, wurde Steinhude von den Grafen von Schaumburg regiert. Nach der Teilung der Grafschaft wurde Steinhude 1640 Teil der Grafschaft Schaumburg-Lippe.
In der Zeit von 1761 bis 1767 ließ Graf Wilhelm I. zu Schaumburg-Lippe die Festung Wilhelmstein auf einer künstlich aufgeschütteten Insel errichten.
Von 1898 bis 1964 bot die Steinhuder Meer-Bahn Personenverkehr zu ihrem Bahnhof in Steinhude, bis 1970 bot sie noch Güterverkehr. Ihre Gleise wurden mittlerweile abgebaut. Die Bahngesellschaft blieb als Betreiber von Bussen des Öffentlichen Personennahverkehrs erhalten.
Erst im 20. Jahrhundert begann der Ausbau des kleinen Dorfes zum Fremdenverkehrsort. Der Zuzug von Heimatvertriebenen nach dem Zweiten Weltkrieg, der zunehmende Tourismus und ein bescheidener wirtschaftlicher Aufschwung führten zu einer deutlichen Vergrößerung des Ortes.
Nach dem Zweiten Weltkrieg ab 1945 gab es mehrere größere Eingriffe in das Orts- und Landschaftsbild. Eine weitere künstliche Insel, die 35.000 m² große Badeinsel Steinhude wurde 1975 erschaffen. Zwischen Steinhude und Hagenburg wurde ein Damm aufgeschüttet und zur Uferpromenade ausgebaut. Bis 1964 führte die Steinhuder Meer-Bahn (StMB), eine Schmalspur-Eisenbahn von Wunstorf nach Uchte, durch Steinhude.
Im Zuge der Gebietsreform in Niedersachsen, die am 1. März 1974 stattfand, wurde der Schaumburger Flecken Steinhude nach Wunstorf eingemeindet. Wunstorf wechselte in den Landkreis Hannover, der am 1. November 2001 in der Region Hannover aufging.

## Religion
Die ev.-luth. Kirchengemeinde mit der Petruskirche gehört zur Landeskirche Schaumburg-Lippe.
Die römisch-katholische Kirche St. Hedwig ist benannt nach Hedwig von Andechs. Sie wurde 1980 am Schlesierweg anstelle einer Vorgängerkirche aus den 1950er Jahren erbaut. Seit 2008 gehört sie zur Pfarrgemeinde St. Bonifatius in Wunstorf.
Die neuapostolische Gemeinde Steinhude wurde 1931 gegründet. 1985 wurde für die größer gewordene Gemeinde eine neue Kirche in der Großenheidorner Straße 82 eingeweiht. 2009 wurde die Gemeinde Steinhude der Gemeinde Wunstorf angeschlossen, in Steinhude finden seitdem keine neuapostolischen Gottesdienste mehr statt.

## Politik
Nach der Kommunalwahl 2021 verteilten sich die neun Sitze des Ortsrates Steinhude mit drei für die SPD, vier für die CDU, je einen für BÜNDNIS 90/DIE GRÜNEN und die FDP.
Ortsbürgermeisterin ist Christiane Schweer (CDU).

### Wappen

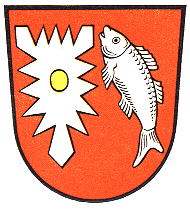
Vormaliges Wappen

Beschreibung: In Rot nebeneinander ein silbernes Nesselblatt mit goldenem Knauf in der Mitte und ein schrägliegender silberner Fisch.
Bedeutung: Das silberne Nesselblatt in rotem Schild wurde seit dem 12. Jahrhundert von den Grafen von Schaumburg als Wappenzeichen benutzt. Der Fisch ist ein Symbol für die einstige Bedeutung Steinhudes als Fischerort.
Früher wurden die beiden Symbole gemeinsam auf einem Schild dargestellt, heute auf je einem eigenen Schild. Die heutige Darstellung lehnt sich an die Darstellung im ältesten bekannten Siegel aus dem 17. Jahrhundert an, wo zwei durch barockes Rankenwerk verbundene Schilde nebeneinander stehen, eines mit dem Nesselblatt, das andere mit dem Fisch.
Daneben gibt es noch eine Wappendarstellung, die nur das Fischsymbol enthält.

## Kultur und Sehenswürdigkeiten

### Bauwerke

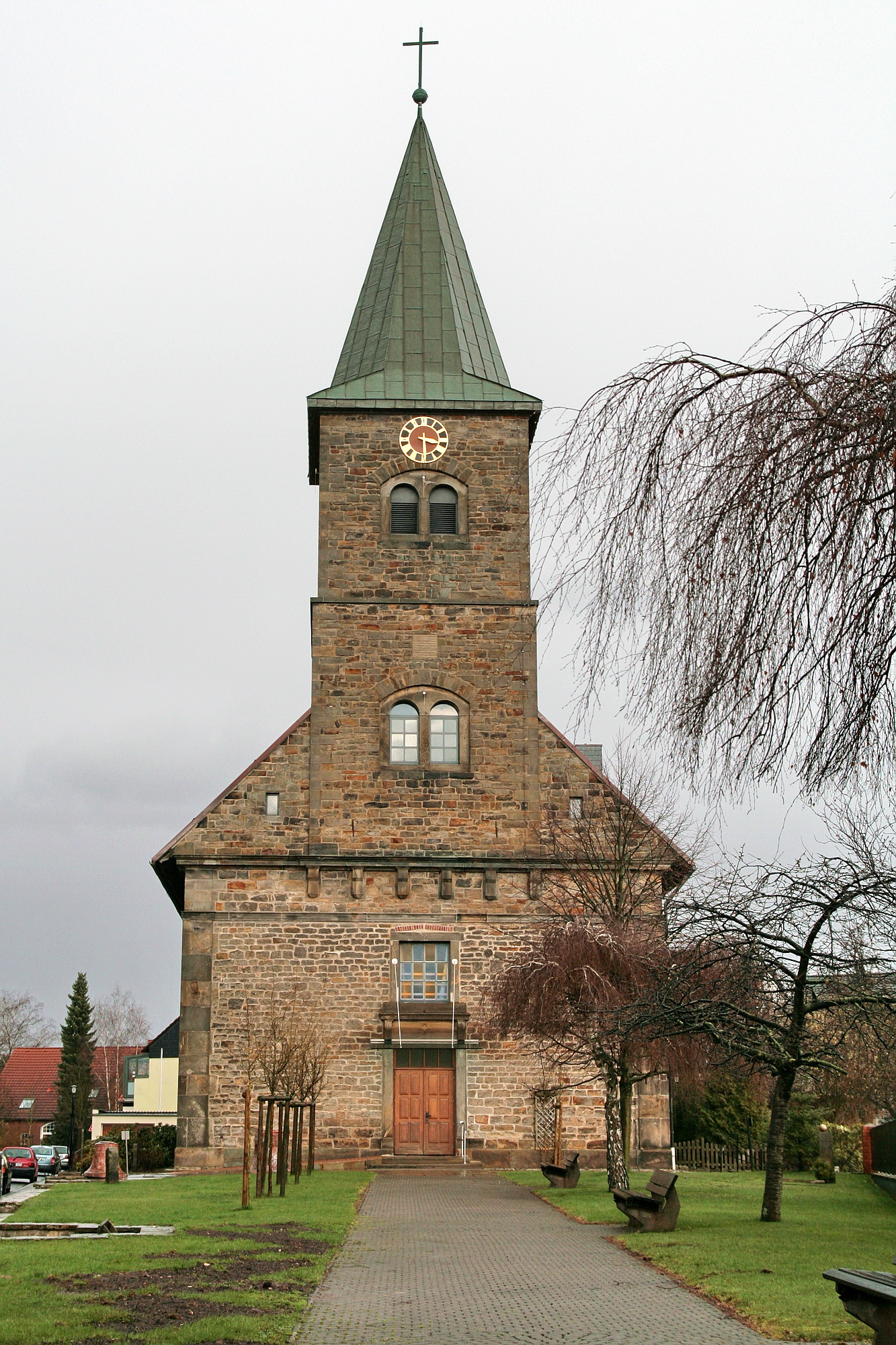
Petruskirche

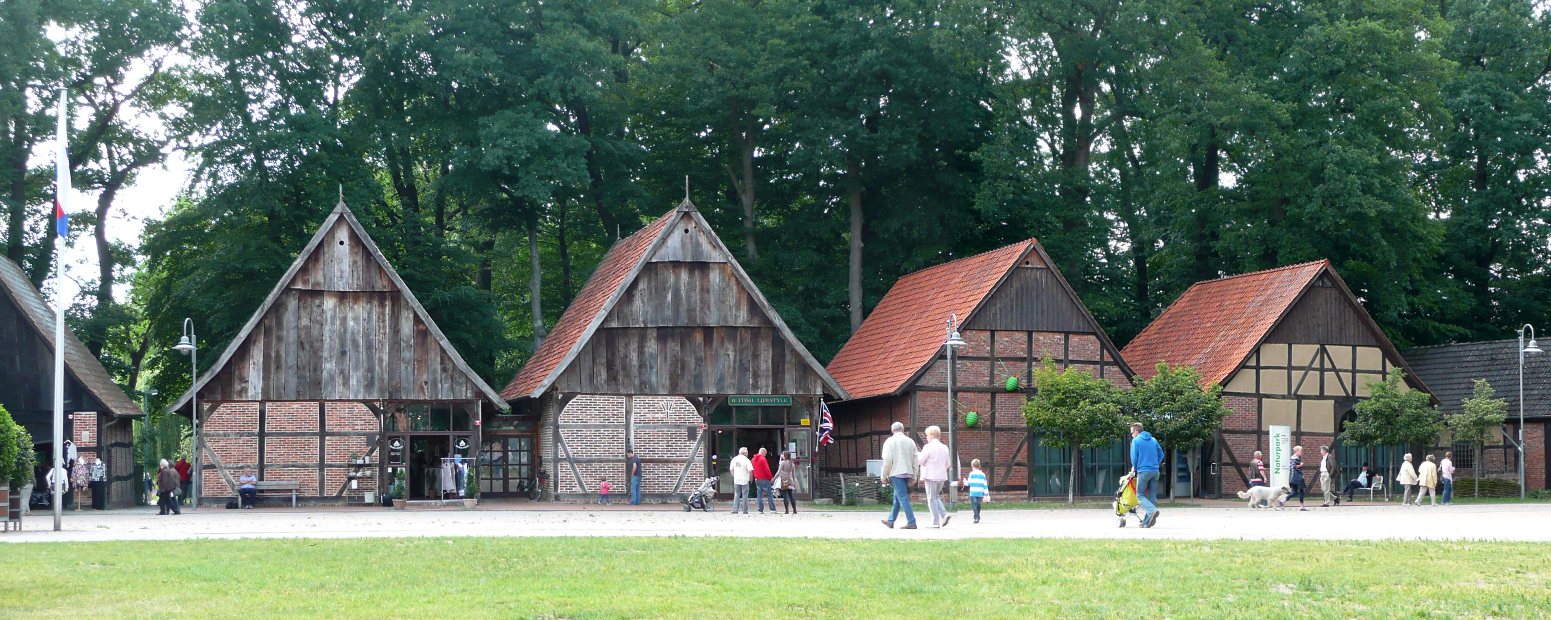
Scheunenviertel in Steinhude

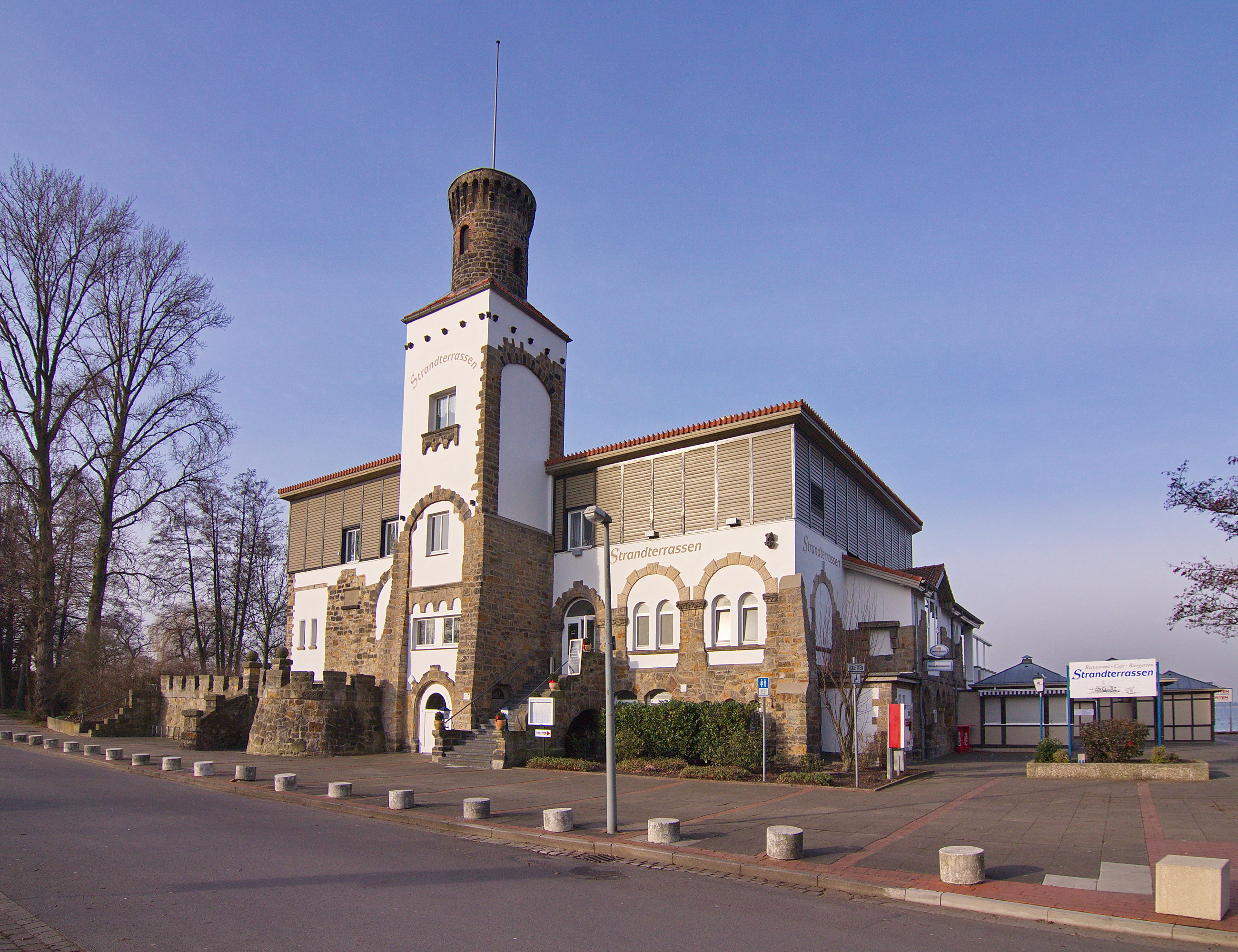
Strandterrassen

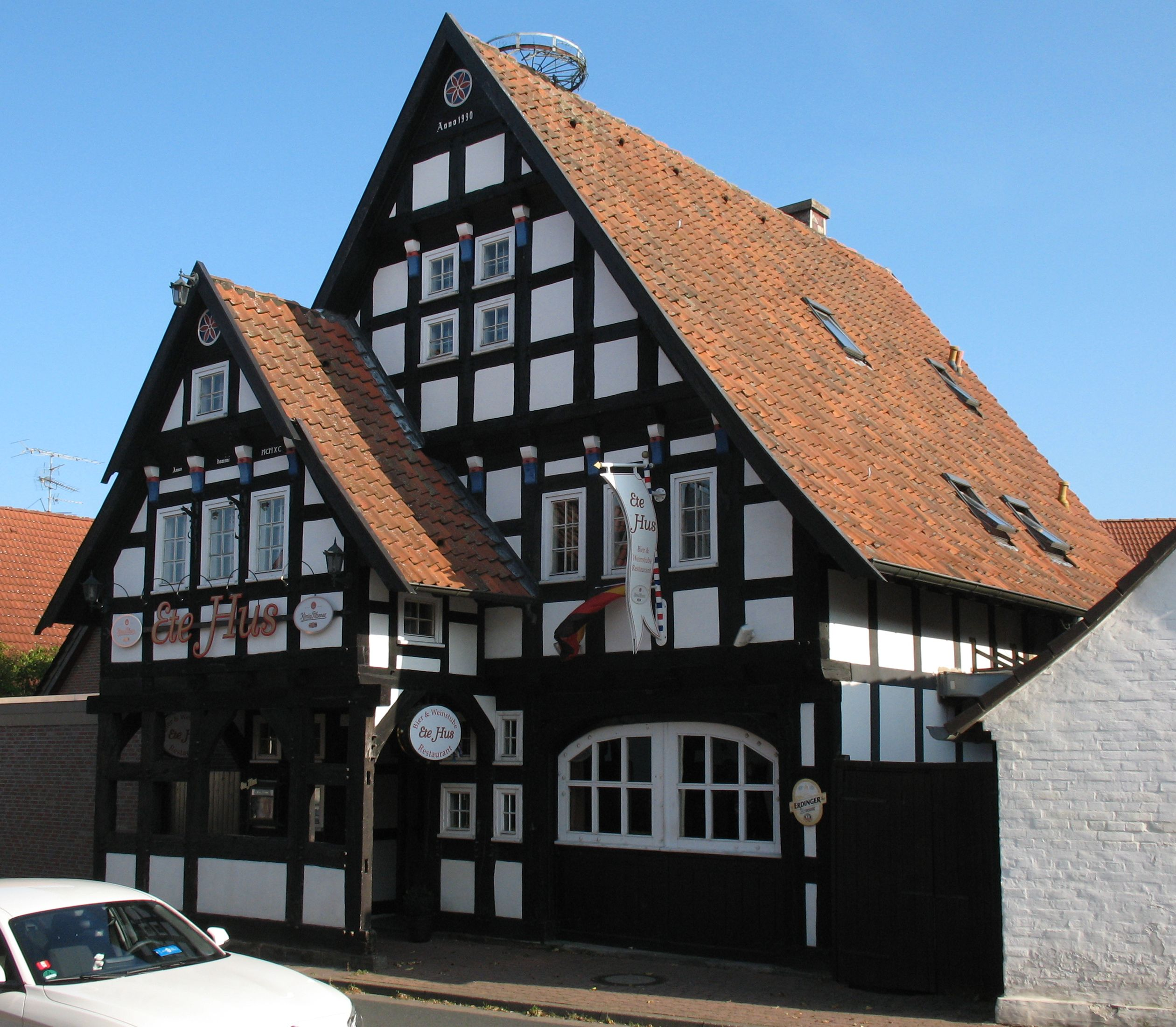
Vorlaubenhaus „Ete Hus“

- Am Rande des einstigen Fischerdorfes liegt die evangelisch-lutherische Petruskirche, ein einfacher, unverputzter Bruchsteinbau mit Rechteckfenstern. Dieser wurde bereits 1804 begonnen. Nach einer längeren Bauunterbrechung wurde er erst 1854 eingeweiht. Über der Westfassade erhebt sich ein viereckiger Glockenturm mit Spitzhelm. Das Innere präsentiert sich als Saalbau mit Tonnengewölbe. Von der schlichten klassizistischen Ausstattung blieben nur Reste erhalten. Ältestes Ausstattungsstück ist der Opferstock von 1614. Der gekreuzigte Jesus wurde von Ernst Weber geschaffen.
- Die Windmühle Paula wurde 1863 in Braunschweig errichtet und ersetzt seit 1911 eine in Steinhude 1670 errichtete und bei einem Blitzschlag zerstörte Windmühle.
- In dem stark vom Fremdenverkehr geprägten Ortskern sind dank zahlreicher Abbrüche und infolge starker Umbauten nur noch wenige ältere Fachwerkhäuser erhalten, so am Neuen Winkel (Nr. 5, 7, 9, 10, 13) und in der Achternümme. Das ehemalige Pfarrhaus an der Graf-Wilhelm-Straße (Nr. 17) ist ein zweigeschossiger Fachwerkbau mit Krüppelwalmdach. Er wurde 1751 errichtet und später durch moderne Anbauten erweitert.
- Das Scheunenviertel geht auf das Jahr 1756 zurück. Es wurde aus Gründen des Feuerschutzes außerhalb des historischen Ortskernes errichtet. Die Scheunen fassen an zwei Seiten einen dreieckigen Platz ein, der früher zum Dreschen diente und seit 1871 für Festveranstaltungen genutzt wird. Als die Nutzung der Scheunen ausblieb und die Bauten zunehmend verfielen, wurden einige abgebrochen. Im Rahmen eines Revitalisierungsprojekts der Expo 2000 wurden die Scheunen ab 1997 renoviert und um einige hierhin versetzte Bauten ergänzt, die sich allerdings durch ortsuntypische Merkmale auszeichnen.
- Die heutigen „Strandterrassen“ wurden 1899 als „Strandhotel“ errichtet. Es brannte 1946 nieder und wurde 1954 ohne Hotel wieder errichtet. 1968 wurde die für Livemusik bekannte Strandhalle „Klabautermann“ von der Feuerwehr abgerissen. Nach wechselhaftem Geschehen der Eigentumsverhältnisse folgte 1997 die Wiederinbetriebnahme als „Strandterrassen“.[8]

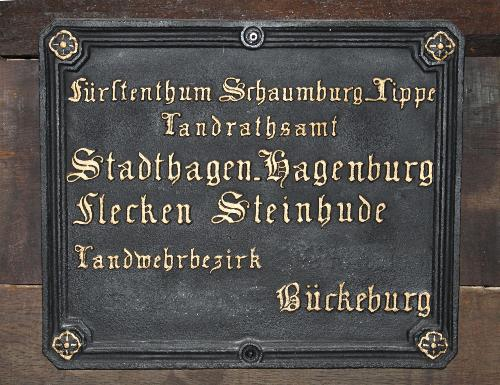
Historisches Ortsschild um 1800
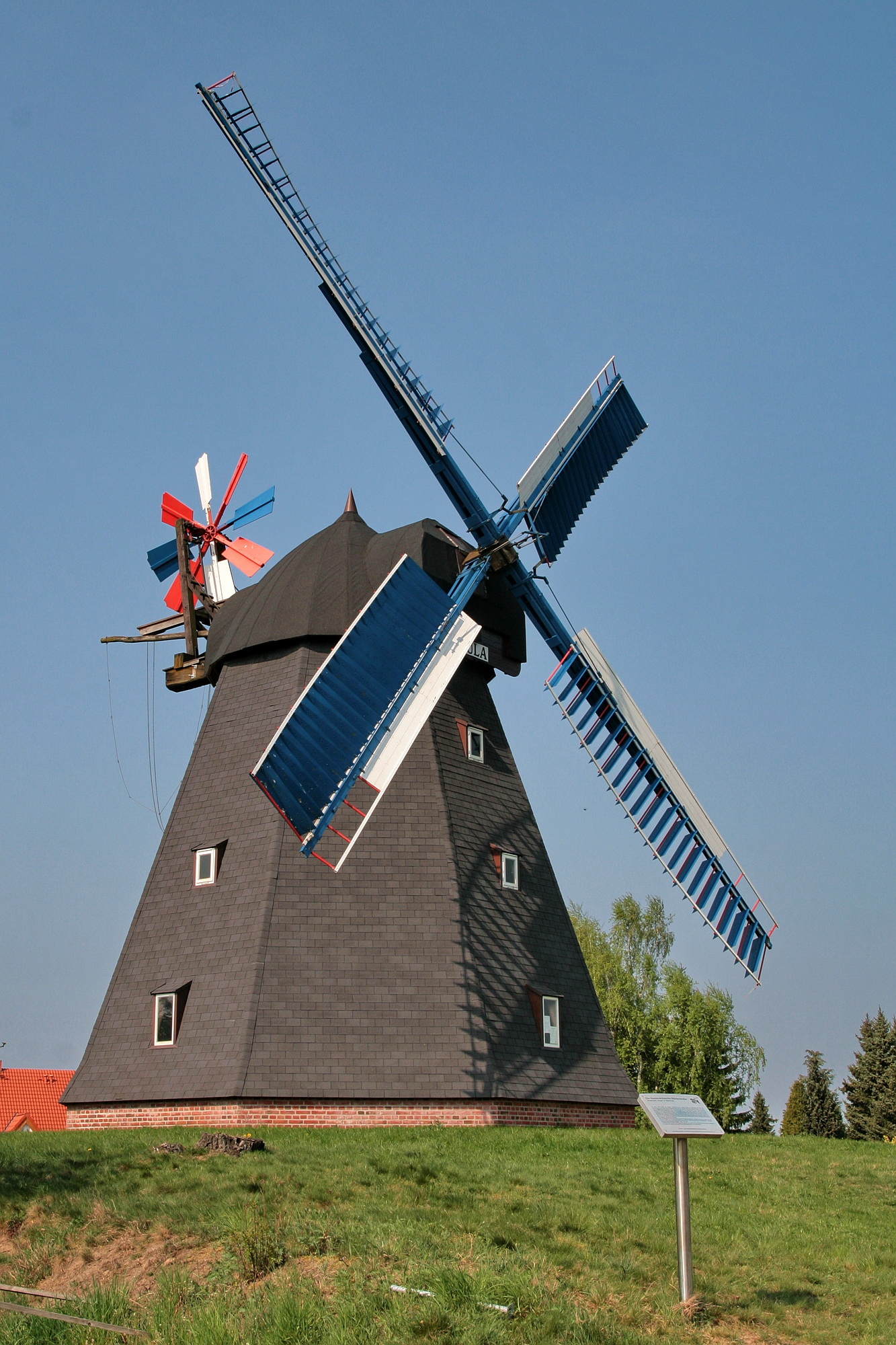
Windmühle Paula
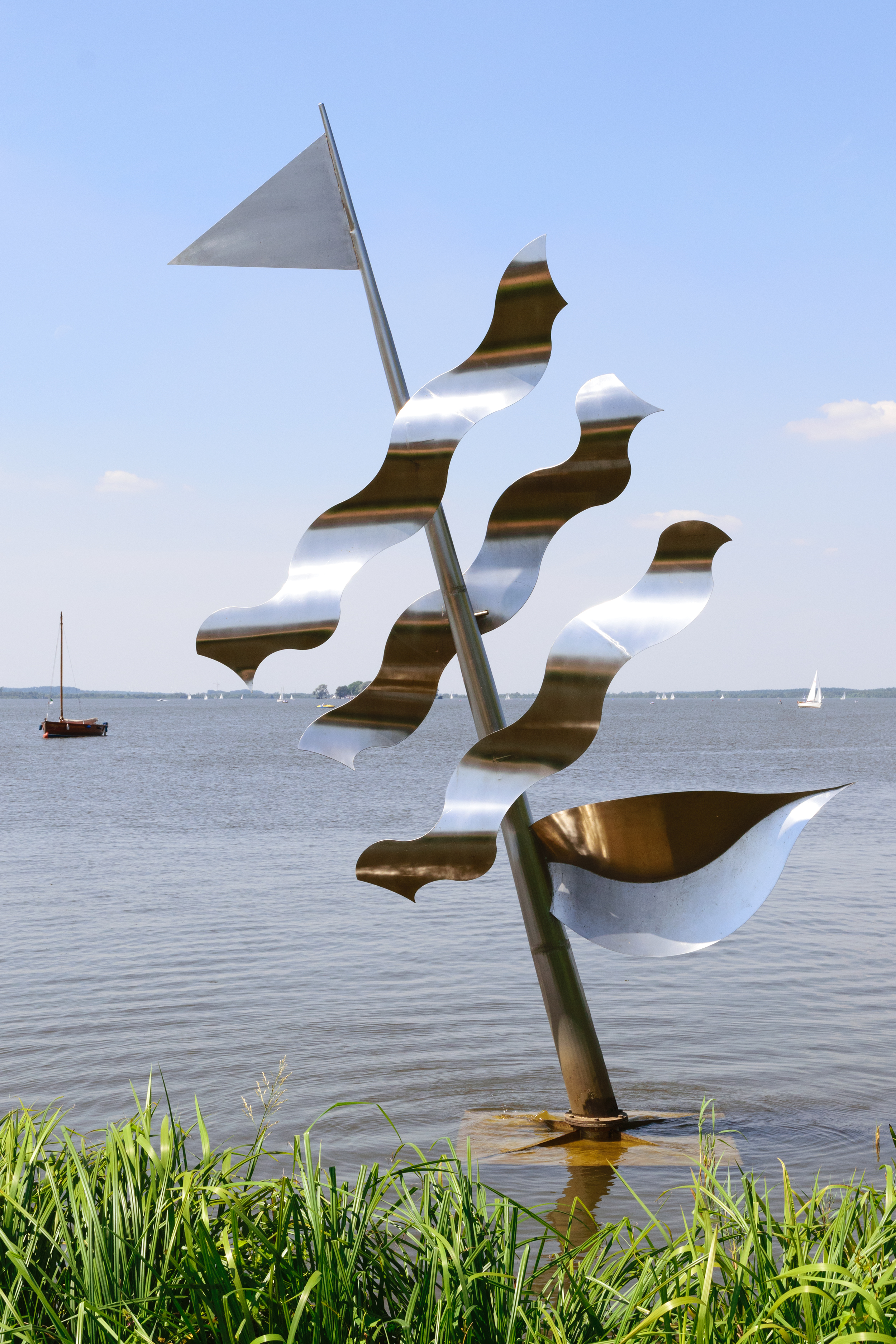
„Undines Traum“ (von Hans-Jürgen Zimmermann)
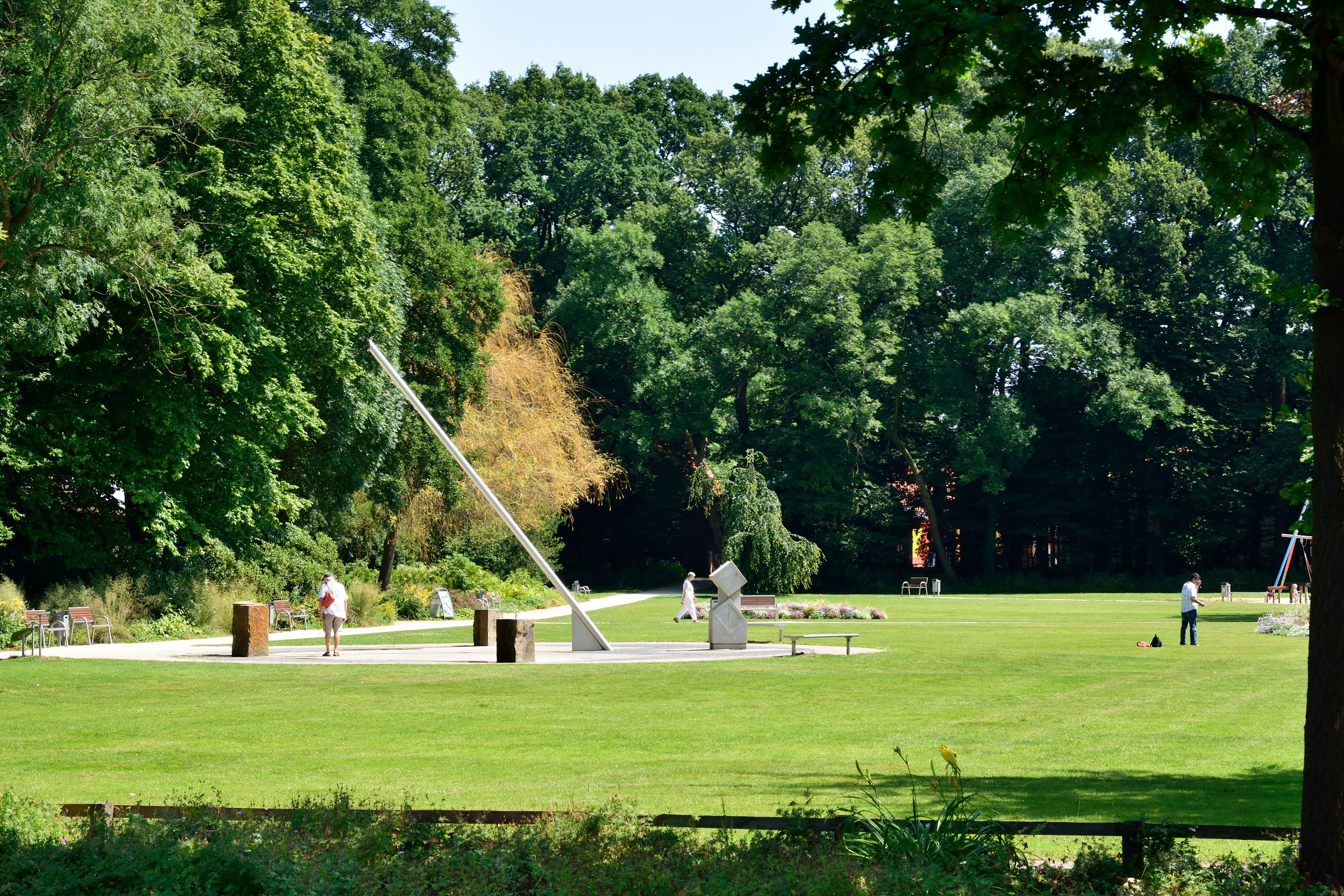
Sonnenuhr (von Klaus Wolf Simon)

### Museen
Steinhude besitzt mehrere kleine Museen:
- Fischer- und Webermuseum. Seit Mai 2012 ist auf dem gleichen Gelände das Spielzeugmuseum untergebracht.
- Leinenweberei (gegründet 1765), die noch bis heute Tisch- und Bettwäsche webt.
- Insektenmuseum und Schmetterlingsfarm Steinhude
- Spielzeugmuseum Steinhude

### Sport
Wanderern und Radfahrern bieten sich Routen und Ziele im Naturpark rund um den See. Es werden auch Rundfahrten mit Pferdekutschen angeboten. Das Steinhuder Meer bietet auch Segelmöglichkeiten. Ungefähr 3000 Boote sind auf dem Meer zugelassen. Nationale und internationale Regatten werden hier ausgetragen. Im Winter finden Wettbewerbe im Eissegeln statt. Rudern, Paddeln, Tretboot-Fahren und Windsurfen runden das Angebot ab.

### Regelmäßige Veranstaltungen
Besondere Höhepunkte sind der Fischerkreidag am Wochenende nach Christi Himmelfahrt, das Schützenfest im Juli und das Festliche Wochenende im August mit einem Feuerwerk über dem Steinhuder Meer und einem illuminierten Bootskorso („Steinhuder Meer in Flammen“). Im Dezember gibt es einen Weihnachtsmarkt.
Die 1974 künstlich angelegte Badeinsel Steinhude mit rund 35.000 m² verfügt über einen flachen Sandstrand, speziellen Arealen zum Sonnenbaden, Liegewiese, zwei Spielplätze. Im Sommer finden auf der Badeinsel Beachvolleyball-Turniere für Hobbyspieler und Profis, Musikkonzerte und Konzertreihen statt.
Im historischen Scheunenviertel gibt es vielfältige, wechselnde Ausstellungen in der Kunstscheune. Dort befindet sich auch die Infoscheune des Naturparks Steinhuder Meer.

### Kulinarische Spezialitäten
Bekannt ist Steinhude für seine Fischspezialitäten, besonders für den „Steinhuder Rauchaal“.

## Wirtschaft und Infrastruktur

### Industrie
Von der einst bedeutsamen Leinenweberei ist nur noch die Firma Seegers & Sohn übrig geblieben, welche zugleich Deutschlands letzte kommerzielle ihrer Art ist. 

### Medien
Tägliche Berichte über die Seeprovinz Steinhude in der Leine-Zeitung als Beilage der Hannoverschen Allgemeinen Zeitung.

### Bildung
In Steinhude gibt es eine Grundschule. Darüber hinaus existierte ein Schulzentrum (Graf-Wilhelm-Schule) mit Real- und Hauptschule, sowie seit dem Schuljahr 2007/2008 ein Gymnasium. Das Schulzentrum wurde mit Ende des Schuljahres 2019/2020 endgültig geschlossen. Die Graf-Wilhelm-Schule und das Gymnasium wurden im Mai 2013 als erste Schulen in Deutschland zu Weltethosschulen ernannt.

### Verkehr
Es gibt Busverbindungen nach Neustadt am Rübenberge, Rehburg, Stadthagen und Wunstorf.
In 15 Autominuten sind der Bahnhof in Wunstorf und die BAB 2 erreichbar.
Schifffahrt
Auf dem Steinhuder Meer verkehren für Besucher mehrere Passagierschiffe sowie als ortstypische Segelboote, die Auswanderer. Damit sind die Insel Wilhelmstein sowie Mardorf am Nordufer des Sees zu erreichen. Das Fahren mit Motorbooten ist nur mit Ausnahmegenehmigung gestattet.